# Il libro di Henry
Il libro di Henry (The Book of Henry) è un film del 2017 diretto da Colin Trevorrow.
Il film è scritto da Gregg Hurwitz e interpretato da Naomi Watts, Jacob Tremblay, Jaeden Martell, Sarah Silverman e Maddie Ziegler.

## Trama
L'undicenne Henry Carpenter è un ragazzino prodigio dotato di un’intelligenza eccezionale che vive assieme alla madre Susan e al fratello minore Peter. Susan, apparentemente la meno matura del terzetto, è una donna dolce e premurosa e lavora come cameriera in una tavola calda nonostante gli investimenti in borsa di Henry, che consentirebbero alla famiglia una vita più che agiata; Peter, invece, è appassionato di giochi di prestigio ed è legatissimo ad Henry nonostante non possieda la sua intelligenza. Susan e Henry sono entrambi molto affezionati a Christina, figliastra del loro vicino di casa Glenn Sickleman e compagna di classe di Henry. Christina, da qualche tempo, è sempre più timida, malinconica e silenziosa; tutti credono che Christina sia soltanto triste per la morte della madre, avvenuta di recente, ma Henry è convinto che l’amica subisca violenza sessuale da parte di Glenn.
Henry segnala ripetutamente le violenze ai servizi sociali e alla scuola, ma ogni suo tentativo fallisce a causa della mancanza di prove e dello stesso Glenn, che in quanto commissario di polizia ha una notevole influenza in città. Henry è convinto che sia un preciso dovere di ognuno aiutare gli altri, ma il suo genio, paradossalmente, lo porta a non comprendere la delicatezza della situazione; la cosa diventa evidente quando Henry assiste ad una brutta lite tra due fidanzati e vorrebbe intervenire, ma Susan glielo impedisce, spiegandogli che certe cose non sono mai così semplici come potrebbero sembrare. Henry, però, non si arrende e decide di mettere a punto un piano per salvare Christina.
Una notte, Henry ha un attacco epilettico e viene ricoverato d’urgenza in ospedale, dove gli viene diagnosticato un tumore al cervello inoperabile. Consapevole di non avere più tempo, Henry prega Peter di consegnare a Susan il libro in cui ha annotato il suo piano, ma solo dopo la sua morte; qualche settimana dopo, Henry ha un altro attacco nonostante un intervento della madre Susan non riesce a salvarlo e se lo ritrova morire tra le sue braccia. 
La morte di Henry è un colpo durissimo per Susan, costretta a fare i conti con la morte del figlio e ad affrontare le proprie responsabilità senza poter contare sui consigli di Henry. Susan riesce a ritrovare la motivazione per andare avanti quando Peter le consegna il libro di Henry e il piano del figlio si rivela nientemeno che uccidere Glenn; Susan, inorridita, rifiuta di farlo, ma cambia idea quando assiste con i propri occhi all’ennesima violenza di Glenn ai danni di Christina.
Seguendo le istruzioni lasciate da Henry, Susan acquista un fucile di precisione e si prepara ad uccidere Glenn durante un talent show organizzato dalla scuola, che le fornirà la copertura ideale. La sera dello spettacolo, Susan accompagna Peter e Christina a scuola e si allontana di nascosto per uccidere Glenn, rimasto a casa. Susan riesce facilmente ad attirarlo in un bosco, ma quando sta per premere il grilletto si rende conto che il piano di Henry, per quanto geniale, non è altro che il frutto della mente immatura di un bambino; scegliendo di agire da adulta, Susan affronta Glenn e lo avverte che lo denuncerà per quello che ha fatto a Christina e si assicurerà che non le faccia mai più del male. Glenn è convinto che nessuno le crederà, ma una volta tornato a casa riceve una telefonata da un collega che lo informa che la preside della scuola, nel frattempo resasi conto della situazione, ha sporto denuncia contro di lui ed è stata avviata un’indagine. Ormai con le spalle al muro, Glenn si toglie la vita sparandosi.
Susan torna alla scuola in tempo per assistere allo spettacolo di Peter, che si esibisce con un trucco di magia in ricordo di Henry. Christina, alla notizia della morte del patrigno non riesce a trattenere le lacrime e corre ad abbracciare Susan e si sfoga finalmente piangendo per tutta la tristezza e il dolore per ciò che subiva. Qualche tempo dopo, Susan adotta legalmente Christina e completa un libro di fiabe per bambini che aveva iniziato anni addietro, come sarebbe stato desiderio di Henry. Tutto si è concluso per il meglio e Susan, Peter e Christina possono iniziare una vita serena insieme.

## Produzione
Gregg Hurwitz ha scritto la prima bozza della sceneggiatura nel 1998 ed i suoi diritti vengono opzionati da Jenette Kahn; in seguito si unisce al progetto la Sidney Kimmel Entertainment. Nel marzo 2015 Colin Trevorrow viene scelto come regista.
Il budget del film è stato di 10 milioni di dollari.

### Casting
Nell'agosto 2015 viene riportato che Naomi Watts era in trattative per prendere parte al film. Nello stesso mese si uniscono al cast Jacob Tremblay e Jaeden Lieberher. Nel settembre 2015 entra nel cast Sarah Silverman, mentre il mese seguente Bobby Moynihan e Maddie Ziegler.

### Riprese
Le riprese del film iniziano nel settembre 2015 a New York e terminano nel novembre seguente.

## Promozione
Il primo trailer del film viene distribuito il 30 marzo 2017.

## Distribuzione
La pellicola, inizialmente prevista per il settembre 2016, è stata distribuita nelle sale cinematografiche statunitensi a partire dal 16 giugno 2017, ed in quelle italiane dal 23 novembre dello stesso anno.

## Accoglienza

### Critica
Il film è stato accolto in maniera molto negativa dalla critica. Sul sito Rotten Tomatoes il film riceve solo il 22% delle recensioni professionali positive, con un voto medio di 4 su 10 basato su 129 recensioni, mentre su Metacritic ottiene un punteggio di 31 su 100 basato su 31 recensioni. Il The Washington Post critica la mancanza di coerenza ed il risultato finale che risulta un mix di quattro film diversi tra loro; secondo il sito vulture.com il film è un disastro; John DeFore, del The Hollywood Reporter, ha il dubbio se il regista Trevorrow sia adatto a girare il delicato nono episodio della saga di Guerre stellari dopo questo pessimo film.

## Riconoscimenti
- 2017 - Golden Trailer Awards
  - Candidatura per il miglior trailer di un film indipendente
- 2017 - Joey Awards
  - Candidatura per il miglior attore protagonista a Jacob Tremblay
- 2018 - Golden Camera
  - Miglior attrice internazionale a Naomi Watts